# Wariacje na temat walca Diabellego
Wariacje na temat walca Diabellego (33 wariacje na temat Diabellego, niem. 33 Veränderungen über einen Walzer von Anton Diabelli) op. 120 – cykl 33 wariacji na fortepian autorstwa Ludwiga van Beethovena, napisany w 1819 roku oraz w latach 1822–1823.

## Historia
Jako dziecko kompozytor napisał kilka wariacji na temat na pierwszy rzut oka banalnego marsza Ernsta Christopha Dresslera; blisko czterdzieści lat później skomponował Wariacje na temat walca Diabellego, które zostały oparte na lekkim utworze autorstwa Antona Diabellego, dawnego kopisty Sigismunda Steinera, a wówczas wydawcy, pianisty i kompozytora (Beethoven określił go żartobliwie mianem „Diabolus Diabelli”). Koncepcję napisania cyklu podsunął Beethovenowi sam Diabelli około 1819 roku. Chciał on wydać zbiór wariacji opartych na tym samym temacie swego walca, lecz napisanych przez różnych kompozytorów pochodzących z Cesarstwa Austrii (wybrał około 50–51 kompozytorów, m.in. byli to Carl Czerny, Ferenc Liszt czy Franz Schubert; każdy miał napisać po jednej wariacji), który później ukazał się pod tytułem Vaterländischer Künstlerverein (pol. Ojczyste Stowarzyszenie Artystów) – stowarzyszenia takiego nie było, wymyślił je sam Diabelli. Możliwe, że kompozytor początkowo odmówił (zdanie Antona Schindlera; istnieje przekonanie, że kompozytor uznał pomysł napisania wariacji za głupi, bądź że przy pisaniu kierował nim gniew skierowany na Diabellego), Diabelli zasugerował mu, że wariacji ma być nie więcej niż 6–7, jednak Beethoven ostatecznie napisał 33 wariacje, choć wcześniej planował napisać ich rzeczywiście 6–7, a następnie 9 i 25. 
Utwór powstawał w latach 1819–1823, w ostatnim dziesięcioleciu życia Beethovena, w tym samym okresie, co Missa Solemnis. Do lata 1819 roku skomponował 23 wariacje, w tym m.in. wariację X, później niewykorzystaną; owe 23 wariacje były pomyślane jako kompletny cykl poza nienapisaną fugą, która miała je domknąć. Beethoven miał więcej pomysłów i pozostawił niewykończone szkice wariacji, które nie zostały ostatecznie włączone do cyklu i pozostały w rękopisach. Następnie odłożył ten projekt na bok, dokończył Missa Solemnis i napisał trzy ostatnie sonaty fortepianowe. Powrócił do wariacji w późną jesienią 1822 roku, około listopada bądź w lutym 1823 roku i dokończył cykl w marcu lub kwietniu 1823 roku, dodając siedem (ostatecznie 11) nowych wariacji. Nie naruszył przy tym kolejności wariacji, ale dodał nowe w strategicznych miejscach, to jest dwie na początku, jedną pośrodku (wariacja 15.) i resztę na koniec. Wszystkie siedem nowych wariacji ma charakter parodii, ich dodanie ma znaczące konsekwencje formalne.
Kompozytor w tym samym roku, co omawiane wariacje napisał także Wariacje op. 121 na temat piosenki Ich bin der Schneider Kakadu (pol. Jam jest krawiec Kakadu) na fortepian, skrzypce i wiolonczelę, w wymowie lekkie i humorystyczne. Anton Schindler pisał, że Wariacje na temat walca Diabellego powstawały w radosnym podnieceniu – rękopisy są zapisane w różny sposób: jedne niemal wykaligrafowane, a inne pokryte skreśleniami bądź nawet kleksem atramentu w przypadku rękopisu Wariacji 32. Beethoven zaproponował wydanie dzieła Petersowi z Lipska, ale ten odmówił jeszcze przed ukończeniem cyklu; wydał je ostatecznie Diabelli jako pierwszą część Vaterländischer Künstlerverein w czerwcu 1823 roku. Cykl został zadedykowany później bliskiej przyjaciółce kompozytora, Antonie Brentano, która przypuszczalnie była jego „Nieśmiertelną Ukochaną” (niem. unsterbliche Geliebte).
Źródła rękopiśmienne cyklu to trzynaście manuskryptów, które są przechowywane w Bibliotece Państwowej w Berlinie,  w Beethoven-Haus w Bonn (81-stronicowy rękopis pozyskany w 2009 roku), w Bibliothèque nationale w Paryżu oraz w Musée Ingres Bourdelle w Montauban.

## Charakterystyka

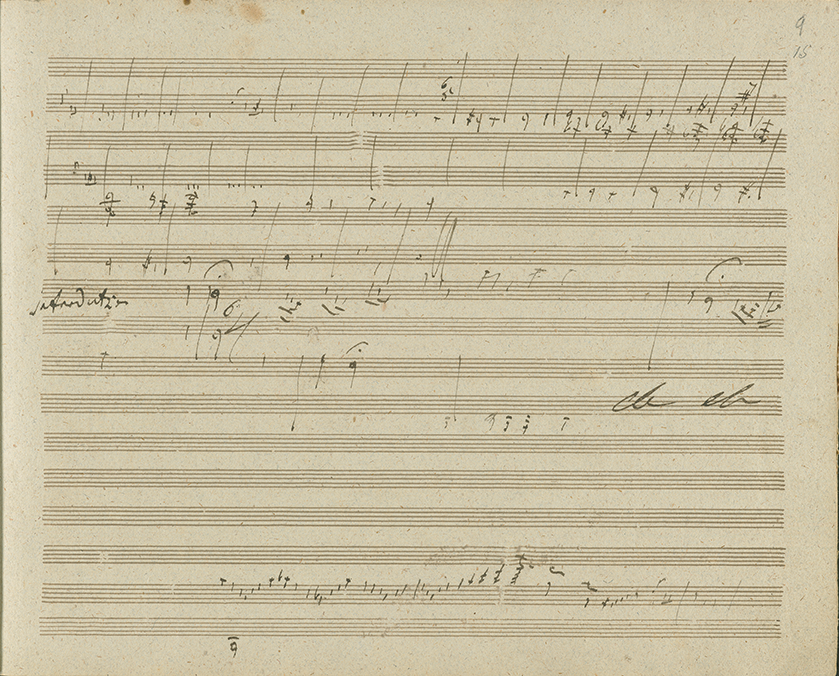
Rękopis jednej z wariacji

Temat

Kompozycja to cykl obejmujący 33 krótkie wariacje przeważnie w tonacji C-dur na fortepian oparte na temacie z walca Diabellego, który Stefania Łobaczewska określiła mianem marnej melodii. Sam Beethoven nie określił swoich kompozycji wprost mianem wariacji (niem. Variationen) lecz terminem Veränderungen, który oznacza przeobrażenia bądź transformacje, ale także wariacje. Liczba 33 może symbolizować zamknięcie cyklu pisanych wcześniej 32 sonat fortepianowych lub ukazywać chęć uzyskania lepszego cyklu wariacji niż 32 wariacji c-moll z 1806 roku, z których Beethoven nie był zadowolony. Wariacje Goldbergowskie Johanna Sebastiana Bacha mają także 32 wariacje, więc niewykluczone, że do tego cyklu artysta chciał nawiązać. Cykl jest zbudowany pod względem narracji podobnie do Beethovenowskiego baletu Twory Prometeusza czy Wariacji Eroica. Poszczególne wariacje skrajnie różnią się od siebie stylistycznie, cechuje je duża oryginalność. Przekształcenia obejmują m.in. manipulacje tempem, dynamiką, ornamentacją, a także zastosowaniem muzycznej parodii. Związki z pierwotnym tematem zdają się być bardzo odległe, a wręcz iluzoryczne w niektórych częściach cyklu. Wariacje od 29 do 31 są napisane w c-moll, odchylenia od tonacji C-dur pojawiają się także m.in. w wariacjach 3 i 4 (a-moll) oraz od 23 do 26 (f-moll). Wariacja 32 to fuga w tonacji Es-dur. Przeciętny czas wykonania całości to około 50-55 minut.

### Temat
Tempo Vivace, metrum 3/4. Optymistycznie brzmiąca melodia walca.

### Wariacja 1.
Tempo Alla Marcia maestoso, metrum 4/4. Walc zostaje zamieniony w marsza, muzyka ma wydźwięk ironiczny i niemal komediowy. Pojawia się toccata, grana z zamianą rąk.

### Wariacja 2.
Tempo Poco allegro, metrum 3/4. Wariacja 3. była pierwotnie planowana jako pierwsza, jest lekka i beztroska, prowadzi słuchacza w nieoczekiwane rozwiązania chromatyczne.

### Wariacja 3.
Tempo: L'istesso tempo, metrum 3/4. Rozpoczyna się melodyjnie, dość wyraźnie powiązana z tematem w pierwszej części. Akordy budują cztery głosy. Jest ściśle powiązana z 4. wariacją, do której niejako przygotowuje.

### Wariacja 4.
Tempo Un poco piu vivace, metrum 3/4. Wariacja oznaczona dolce, żywsza niż poprzednia, o zgęszczonej teksturze, wzbogacona o kontrapunktyczne głosy. W drugiej części pojawia się imitacja oparta na inwersji tematu. 

### Wariacja 5.
Tempo: Allegro vivace, metrum 3/4. Wariacja dialoguje z walcem Diabellego, gdzie dźwięk G był najwyższą wartością, a tu jest z początku najniższą; ma optymistyczny wydźwięk.

### Wariacja 6.
Tempo: Allegro ma non troppo e serioso, metrum 3/4. Pierwsza o wirtuozowskiej energii, z dysonansowym trylem. 

### Wariacja 7.
Tempo Un poco piu allegro, metrum 3/4. Początkowo opracowaniu podlega trójdźwięk C-dur; w drugiej połowie wariacji dominanty septymowe zostają zastąpione zmniejszonymi akordami septymowymi. 

### Wariacja 8.
Tempo Poco vivace, metrum 3/4. Spokojna z melodyjną linią basu, uspokajająca w stosunku do poprzedniej.

### Wariacja 9.
Tempo Allegro pesante e resoluto, metrum 4/4, tonacja c-moll. Oparta na rytmie walca

### Wariacja 10.
Tempo Presto, metrum 3/4. Zmiana tonacji na c-moll, długie zestawienia akordów i długie tryle w partii basowej. Temat zostaje przekształcony przez tryle i grę tremolo. 

### Wariacja 11.
Tempo Allegretto, metrum 3/4. Delikatna w wyrazie. Materiał tematyczny stanowi motyw złożony z czterech dźwięków. Jest ściśle związana z 12. wariacją.

### Wariacja 12.
Tempo Un poco piu moto, metrum 3/4. Natarczywa, statyczna linia basowa dochodzi do forte w 28. takcie.

### Wariacja 13.
Tempo Vivace, metrum 3/4, tonacja a-moll. Dramatyczna, oszczędna i bardzo rytmiczna.

### Wariacja 14.
Tempo Grave e maestoso, metrum 4/4, powrót do tonacji C-dur. Zgodnie z oznaczeniem tempa powolna i majestatyczna, jednak z dynamicznymi przejściami. Oparta na dominantach septymowych.

### Wariacja 15.
Tempo Presto scherzando, metrum 2/4. Krótka kompozycja w presto, z zestawieniem rozbawienia ze srogością.

### Wariacja 16.
Tempo Allegro, metrum 4/4. Tryl złożony z wysokich tonów tworzy melodię, linia basu została zbudowana z szesnastek w oktawach.

### Wariacja 17.
Bez oznaczenia tempa. Metrum 4/4. Podobnie jak poprzednia, jest radośnie wirtuozowska, z trylami, synkopami, zakończona fermatą.

### Wariacja 18.
Tempo Poco moderato, metrum 3/4. Rytm harmoniczny wydaje się nieuchwytny.

### Wariacja 19.
Tempo Presto, metrum 3/4. Energetyczna, wyraźnie zrytmizowana. Dużo w niej „echa” oraz imitacji pomiędzy głosami.

### Wariacja 20.
Tempo Andante, metrum 6/4. Spokojna, umieszczona pomiędzy dwoma szybkimi wariacjami, wręcz miękka i modlitewna. Jeden z najbardziej enigmatycznych fragmentów w pianistyce Beethovena pod względem nastroju, jest jak oko cyklonu pośród innych wariacji (porównanie Michelle Oliver).

### Wariacja 21.
Tempo Allegro con brio, metrum 4/4. Rozpoczyna się głośnymi trylami, w takcie 5. metrum zmienia się na 3/4. Najbardziej radykalne i zaskakujące zestawienie względem poprzedniej wariacji w całym cyklu.

### Wariacja 22.
Tempo Allegro molto, metrum 4/4. Wariację otwiera cytat z Notte e giorno faticar Mozarta z Don Giovanniego, jej charakter jest lekko humorystyczny. Leporello narzeka w tej arii na uciążliwość swojej pracy oraz na fakt niewdzięczności ze strony swojego pana, co może stanowić aluzję do stosunków pomiędzy Diabellim a Beethovenem lub być odwołaniem do ówczesnej sytuacji politycznej.

### Wariacja 23.
Tempo Allegro assai, metrum 4/4. Parodia etiudy (ćwiczenie palcowania) Johanna Baptista Cramera z 1804 roku.

### Wariacja 24.
Fughetta-Andante, metrum 3/4. Mała fuga (fughetta) w ścisłej formie, ze wskazówką wykonawczą: Una corda, sempre legato. Aluzja do preludium organowego Kyrie. Gott Vater in Ewigkeit. Alio modo. Manualiter z Clavier-Übung III (BWV 672) J.S. Bacha.

### Wariacja 25.
Tempo Allegro, metrum 3/8. Po raz pierwszy od początku cyklu powraca rytmika walca i jego taneczna prostota. Aluzja do niemieckiego tańca, prawdopodobnie lendlera poniekąd w stylu Franza Schuberta. Wariacja rozpoczyna się i kończy w tonacji C-dur, pomiędzy znalazły się fragmenty w tonacjach a-moll, f-moll, As-dur. 

### Wariacja 26.
Bez oznaczenia tempa. Metrum 3/8. Łagodna w nastroju, z kaskadowymi pasażami i arpeggiami. Rodzaj stylizowanej improwizacji. 

### Wariacja 27.
Tempo Allegro, metrum 3/8. Dynamiczna, z dysonansami w taktach 18–20 oraz  22–24. Aluzja do Beethovenowskich scherz. Zbliżona strukturalnie do wariacji poprzedniej.

### Wariacja 28.
Tempo Allegro, metrum 2/4. Aluzja do Beethovenowskich scherz. Długa seria przednutek długich.

### Wariacja 29.
Tempo Adagio ma non troppo, metrum 3/4. Zmiana tonacji na c-moll. Stylizowany barokowy „lament”, łączony przez Williama Kindermana z Preludium es-moll z I tomu Das Wohltemperierte Klavier.

### Wariacja 30.
Tempo Andante, sempre cantabile, metrum 4/4, powrót do tonacji C-dur.

### Wariacja 31.
Tempo Largo, molto espressivo, metrum 9/8. Bogate Largo w tonacji c-moll. Aluzja do 25. wariacji z Wariacji Goldbergowskich oraz autoaluzja do Adagia z Sonaty fortepianowej nr 29 „Hammerklavier” Beethovena.

### Wariacja 32.
Tempo Allegro, metrum 4/4, tonacja C-dur. Duża potrójna fuga w Es-dur, trzy wyraźne kontrastujące tematy, złączone na końcu w jeden; kompozytor zastosował inwersję i stretto. Fuga może budzić skojarzenia z Glorią z Missa Solemnis. 

### Wariacja 33.
Tempo di Minuetto moderato (ma non tirarsi dietro), metrum 3/4. Powrót do C-dur, umiarkowane tempo menueta z pasażami. „Menuet” jest napisany w stylu Josepha Haydna. W drugiej części, Sempre pianissimo pojawiają się elementy Arietty z Sonaty fortepianowej nr 32 Beethovena, co stanowi autoaluzję.

## Odbiór dzieła
Wariacje na temat Diabellego są współcześnie postrzegane za jedno ze szczytowych osiągnięć Beethovena w dziedzinie pianistyki (jako summa summarum jego kreatywności artystycznej) i największe jego osiągnięcie w zakresie formy wariacyjnej oraz jedno z najbardziej niezwykłych tego typu cykli w historii muzyki, a także jako summa klasycznego repertuaru pianistycznego. Dla pianisty Hansa von Bülowa (wykonawcy Wariacji…) dzieło to było niczym gotycka katedra do podziwiania z daleka, a cykl stanowił jego zdaniem mikrokosmos sztuki (geniuszu) Beethovena.  
Pianista Alfred Brendel nazwał je największym ze wszystkich dzieł na fortepian, a także kompendium komedii muzycznej, a kompozytor Donald Tovey w 1900 roku był zdania, że to najwspanialszy cykl wariacji, jaki kiedykolwiek napisano. Wariacjom… poświęcono liczne studia muzykologiczne, także oparte na teorii pamięci, w tym przeszło 200-stronicową monografię Beethoven's Diabelli Variations Williama Kindermana. Pomimo przypisywanego im znaczenia, dzieło jest stosunkowo rzadko grywane na koncertach, jednakże pojawia się regularnie w repertuarze. 
Sam Diabelli zachwalał dzieło na łamach „Wiener Zeitung” z 16 czerwca 1823 roku słowami: […] to nie są zwykłe wariacje, lecz wielkie i ważne arcydzieło […] , które tylko Beethoven […] mógł napisać. […] Dzieło to wyczerpuje wszystkie zasoby najbardziej oryginalnych konstrukcji i pomysłów, najśmielszych idiomów muzycznych i harmonii; […] powstało ono na kanwie tematu, o którym chyba nikt by nie pomyślał, że może posłużyć za materiał do takiego opracowania. Stawiał je obok Wariacji Goldbergowskich Johanna Sebastiana Bacha.
Paulo de Assis uważa, że Wariacje… to miniaturowe kompendium historii muzyki poprzez cytaty i aluzje do kompozytorów i dzieł z różnych stylów i epok (aluzje do utworów J.S. Bacha, Händla, Mozarta, Josepha Haydna), a Beethoven w swoich Wariacjach…: obejmuje inne czasy, miejsca i osobowości muzyczne w swoim własnym czasie; William Kinderman jest zdania, że Beethoven w Wariacjach… przemierza ścieżkę od banalności do wysublimowania. Patricia Herzog stwierdziła, że Wariacje… uczą życia, w którym cnotą w znaczeniu Arystotelesowskim jest ironia (jej nadmiar to sceptycyzm, a jej brak to bałwochwalstwo).

## Nawiązania w kulturze
Cykl zainspirował Michela Butora do napisania utworu pt. Dialogue avec 33 variations de Ludwig van Beethoven sur une valse de Diabelli, wydanego w 1971 roku. Irene Dische stworzyła powieść pt. Veränderungen über einen Deutschen oder Ein fremdes Gefühl (1. wydanie w 1993 roku), gdzie pojawiają się 33 wariacje na temat jej głównego bohatera.
Moisés Kaufman napisał sztukę 33 Variations, która odwołuje się do Beethovenowskich Wariacji – do muzyki i rękopisów; po raz pierwszy została wystawiona w 2007 roku, w 2009 roku trafiła na Broadway; w jednym z przedstawień zagrała Jane Fonda.
Rudolf Buchbinder wydał w 2020 roku album muzyczny Diabelli Project (Deutsche Grammophon, nr. kat. 483 7707), opartą na Beethovenowskim dziele, a Paulo de Assis wydał Diabelli Machines⁸ w 2018 roku na CD i DVD.

## Wybrane nagrania
- Artur Schnabel (1937, nagrane w Abbey Road Studios)[29][30] – pierwsze nagranie w historii[56]
- Mieczysław Horszowski (Urania, 1951[57])
- Claudio Arrau (1952[57], 1985[30])
- Julius Katchen[29] (1953[57]; London, 1961[58])
- Friedrich Gulda (Orfeo, 1954[57]; Harmonia Mundi, 1970[57][59])
- Yvonne Lefébure(inne języki) (1955[60])
- Rudolf Serkin (1958[29], 1975[57])
- Géza Anda (1960[60])
- Marija Judina (1961[57])
- Swiatosław Richter[29] (1965[57], 1986 – na żywo[61])
- Stephen Kovacevich[29] (1969[62])
- Jörg Demus (1971[57])
- Alfred Brendel (1977 – nagrane na żywo[29], 1988 – studyjne[62], 2001 – na żywo[63])
- Tatjana Nikołajewa (1983[57])
- Andrzej Stefański (1987)[64]
- Grigorij Sokołow (1984[57], 1991[65])
- Anatol Ugorski(inne języki) (Deutsche Grammophon, 1991[57])
- William Kinderman(inne języki) (Hyperion, 1994[57])
- Aleksandr Rabinowicz(inne języki) (Teldec(inne języki), 1994[57])
- Charles Rosen(inne języki) (1995[57])
- Konstantin Scherbakov(inne języki) (Naxos, 1997[57])
- Maurizio Pollini (Deutsche Grammophon, 1998[57])
- Bernard Roberts(inne języki) (Nimbus Records(inne języki), 1999[57])
- Daniel Barenboim (Deutsche Grammophon, 1998[57])
- Piotr Anderszewski[29] (2001[66])
- Edmund Battersby(inne języki) (2005[67])
- Władimir Aszkenazi (Decca Records, 2006)[33]
- Paul Lewis (Harmonia Mudni, 2009[57])
- Vladimir Feltsman(inne języki) (Nimbus, 2012[57])
- András Schiff (ECM, 2012[57])
- Andreas Staier (na fortepiano(inne języki), Harmonia Mundi[68], maj 2012[69])
- Ronald Brautigam(inne języki) (BIS, 2015[57])
- Imogen Cooper(inne języki) (Chandos, 2018)[23]